# Seznam československých vítězek světových pohárů
Seznam československých vítězek světových pohárů – vítězek v celkovém hodnocení světových pohárů, které reprezentovaly Československo do roku 1992.

## Jednotlivkyně
| Světový pohár | Jméno               | Sport      | Disciplína   | Kategorie / Pozice | Jednotlivé medaile |
| ------------- | ------------------- | ---------- | ------------ | ------------------ | ------------------ |
| SP 1989/90    | Jiřina Adamičková   | biatlon    |              |                    |                    |
| SP 1992       | Štěpánka Hilgertová | kanoistika | vodní slalom | K1                 |                    |